# Pseudopseustis crassicornis
Pseudopseustis crassicornis là một loài bướm đêm trong họ Noctuidae.